# Uzina Republica
Uzina Republica din București a fost o companie de stat din România, producătoare de țevi petroliere.
Aceasta se întindea pe o suprafață de mai mult de 180 de hectare și era amplasată în sud-estul Bucureștiului.
Face parte din grupul uzinelor construite de Nicolae Malaxa între anii 1929 și 1938.
Capacitatea fabricii de țevi era de 200.000 de tone pe an, fiind cea mai mare din România.
Uzina a fost vândută în martie 2003 de către APAPS unui consorțiu de patru firme rusești.
Cumpărătorii s-au angajat atunci să realizeze investiții de 4,7 milioane de euro în următorii trei ani.
În noiembrie 2003, muncitorii l-au sechestrat pe reprezentantul consorțiului de firme care a cumpărat uzina, solicitând administrației să le plătească imediat salariile restante.
Cei peste 1.000 de salariați de la Republica aveau de primit, atunci, salarii restante în valoare medie de 30 milioane de lei, iar fondul restant de salarii se ridica la peste un milion de dolari.
În data de 22 noiembrie 2003, APAPS a decis anularea contractului de vânzare-cumpărare, ca urmare a nerespectării obligațiilor contractuale de către cumpărător.
În noiembrie 2008, compania indiană Maharashtra Seamless a câștigat licitația pentru vânzarea utilajelor care alcătuiesc linia de fabricație a țevilor petroliere a uzinei Republica, aflată în procedură de faliment, la prețul de pornire de circa 21,5 milioane de lei (6,21 milioane de euro).
Utilajele de fabricație a țevilor petroliere ale uzinei Republica au fost dezmembrate și transferate la o nouă unitate de producție din India.
Utilajele, care aveau o capacitate anuală de 200.000 de tone, au crescut cu mai mult de 50% capacitatea totală de producție a Maharashtra, care avea atunci o capacitate de 350.000 de tone anual.

## Legături externe
- Ultimele știri din presa românească despre „Uzina Republica” la Newskeeper
- Uzinele Republica - vinovații fără vină ai unui faliment răsunător
- Primaria sectorului 3 vrea sa construiasca un cartier de turnuri cu 25 de etaje inaltime in incinta Halei Laminor, monument istoric